# Cerkiew św. Symeona w Maćkowicach
Cerkiew św. Szymona Słupnika w Maćkowicach – murowana parafialna cerkiew greckokatolicka, znajdująca się w Maćkowicach.
Cerkiew wzniesiono w latach 1813–1830. Należała do dekanatu przemyskiego. Należała do świątyni filialna cerkiew w Kosienicach.
Po wojnie wykorzystywana jako magazyn, obecnie w stanie ruiny.

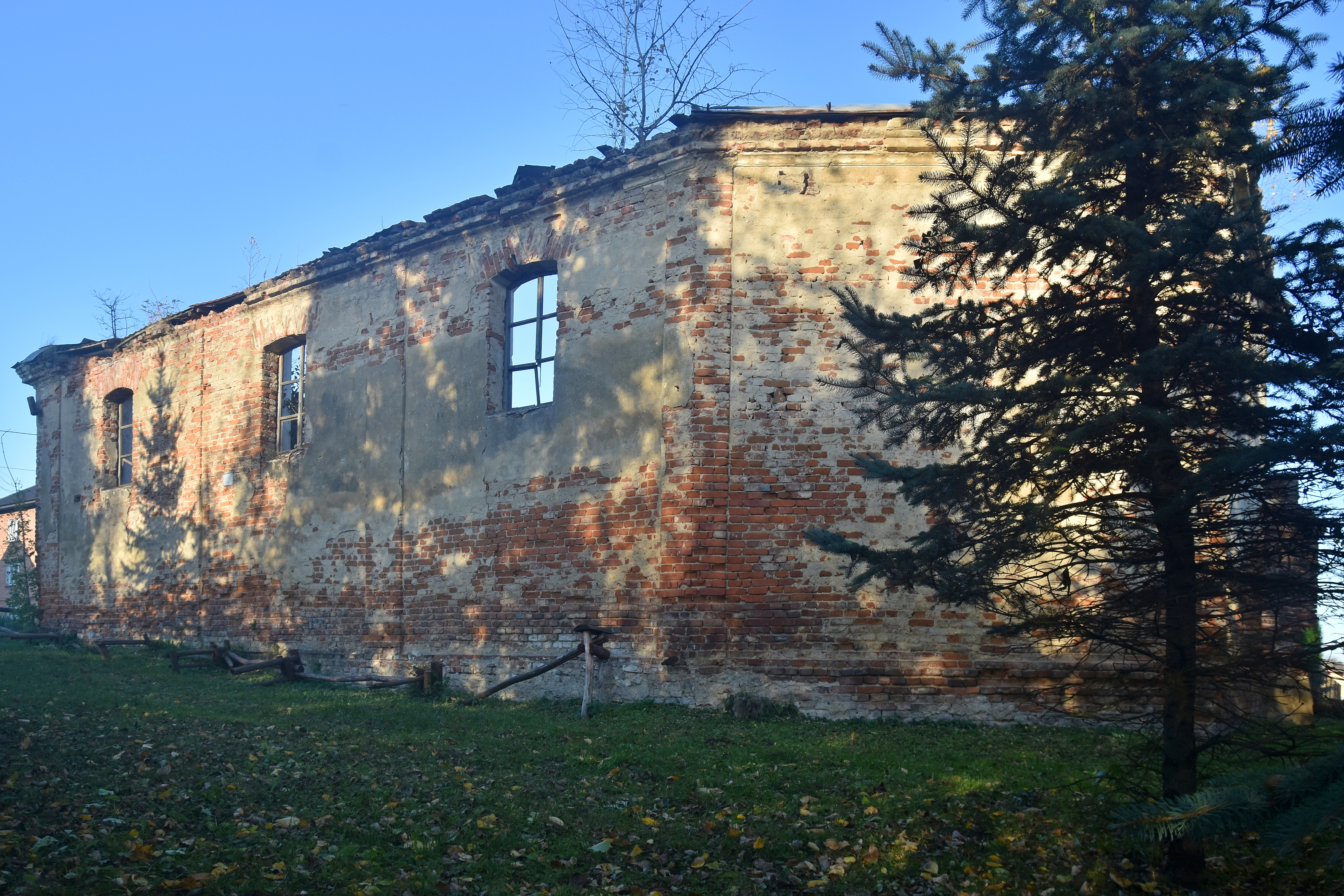
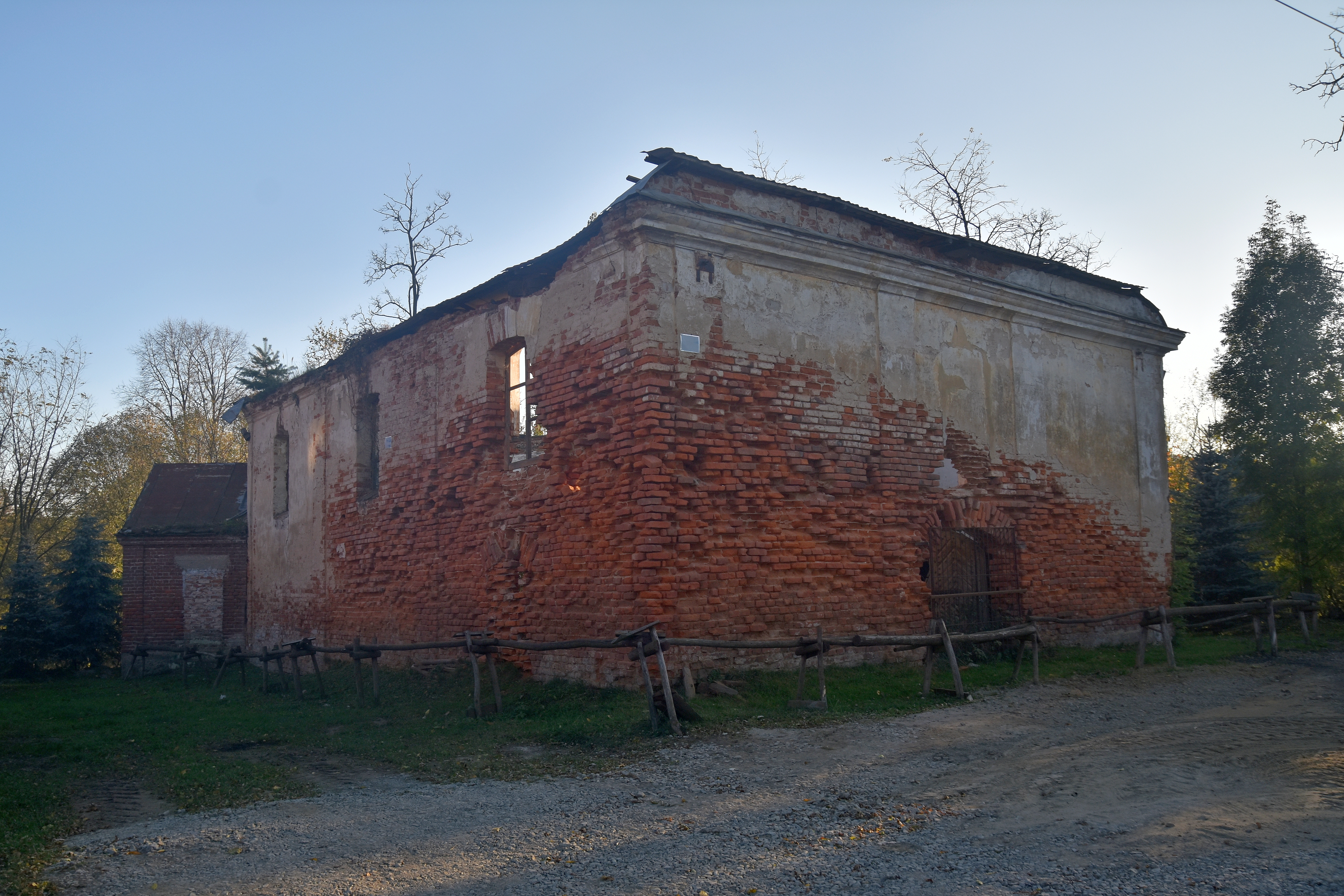
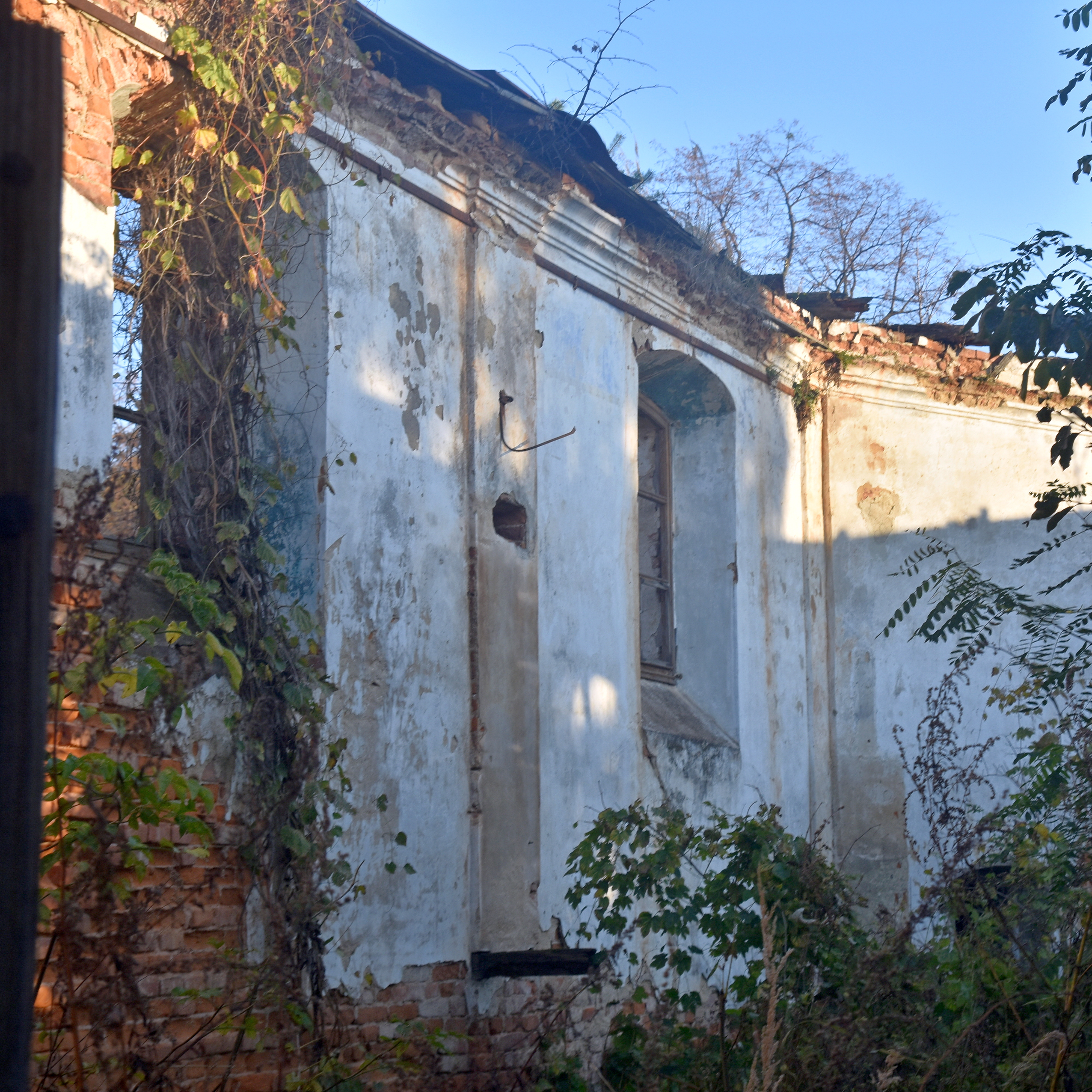